# Sœurs de charité de Sainte-Marie
Les Sœurs de charité de Sainte-Marie (en latin : Institutum sororum a caritate sanctæ Mariæ) appelées couramment Sœurs du Bon Conseil sont une congrégation religieuse féminine enseignante et hospitalière de droit pontifical.

## Histoire
La congrégation tire son origine des Filles de la charité de Saint-Vincent-de-Paul. Une sœur de cet institut, Marie Clarac (1817-1887), dirige une maison de miséricorde à Turin en 1854. Grâce à l'héritage de sa famille, elle agrandit la maison, en y ajoutant un asile, une école, une clinique, un laboratoire, un oratoire et une chapelle dédiée à Notre-Dame du Sacré-Cœur. En 1871, sur les conseils de Luigi Moreno, évêque d'Ivrée, elle se sépare des Filles de la charité et fonde une nouvelle congrégation.
En 1879, la première succursale est ouverte à Grottammare et en 1884 la seconde à Moncalieri. En 1887, la fondatrice décède et sœur Odile Serra di Santa Maria lui succède. Elle fait transférer la maison-mère dans un nouveau bâtiment dans le borgo Crimea où elle construit un sanctuaire dédié à Notre Dame du Bon Conseil, c'est pourquoi les religieuses sont communément appelées sœurs du Bon Conseil.
La congrégation reçoit l'approbation du gouvernement italien en 1887 ; elle est reconnue comme institut religieux de droit diocésain le 20 octobre 1910 par le cardinal Agostino Richelmy, archevêque de Turin. L'institut reçoit le décret de louange le 14 février 1934 et l'approbation finale le 10 mai 1941.
La communauté ouvre des maisons à l'extérieur de l'Italie en 1949 avec des sœurs qui s’installent à Buenos Aires en Argentine. En septembre de la même année, elles arrivent au Canada à l’invitation des Frères Maristes. Après cinq années au service des Frères, elles s’établissent à Montréal. Les sœurs du Canada ouvrent une première mission au Mexique en 1983, suivie des États-Unis en 1993, du Chili en 2001, de l’Équateur en 2002, du Pérou en 2004 et de la Colombie en 2008. Les sœurs italiennes créent une maison en Inde en 1992. Celles d'Argentine fondent une mission en Bolivie en 2010. Pour soutenir le procès de béatification de Mère Marie Louise Angélique Clarac et la faire connaître en France, trois sœurs s’installent en 2013 à Auch, dans la ville natale de la fondatrice.

## Activités et diffusion
Les Sœurs de charité de Sainte-Marie se consacrent à l'enseignement et aux soins des malades. 
Elles sont présentes en: 
- Europe : Italie, France.
- Amérique du Nord : Canada, États-Unis, Mexique.
- Amérique du Sud : Argentine, Chili, Colombie, Équateur, Pérou.
- Asie : Inde.

La maison-mère est à Turin.
En 2017, la congrégation comptait 259 sœurs dans 49 maisons.